# خوتکای آندی
خوتکای آندی (نام علمی: Anas andium) نام یک گونه از سرده مرغابی‌ها است.